# إيليزا آن جرير
إيليزا آن جرير (بالإنجليزية: Eliza Ann Grier) هي طبيبة التوليد والنساء وطبيبة أمريكية، ولدت في 1864 في مقاطعة مكلينبرغ في الولايات المتحدة، وتوفيت في 1902 في تشارلوت في الولايات المتحدة.